# HD 112131
HD 112131，又名BD-10 3570，SAO 157584、HR 4901，是一颗恒星，视星等为6，位于銀經304.06，銀緯51.22，其B1900.0坐标为赤經12h 49m 6.2s，赤緯-11° 51.22′ 22″。